# 三街镇 (楚雄市)
三街镇，是中华人民共和国云南省楚雄彝族自治州楚雄市下辖的一个乡镇级行政单位。

## 行政区划
三街镇下辖以下地区：
三街村、多依树村、上新房村、力戈村、土墙村、天生坝村、蚂蝗箐村、背阴村、普嘎村、酒簸村和黑泥村。